# 안동 태고정
태고정(太古亭)은 경상북도 안동시 풍산읍 현애리에 있는 건축물이다. 1981년 4월 25일 경상북도의 민속문화재 제27-2호로 지정되었다.

## 개요
태고정은 안동 김씨 북애종택에 부속된 건물로 앞면 3칸·옆면 2칸이다.
교동지방에서 옮긴 것으로 매우 견실하고 구성이 뛰어나다. 담장을 맞담으로 쌓았으며, 서까래를 걸고 기와를 이은 점이 특이하다. 원래의 형태가 고스란히 유지되고 있는 건물로 보존할 가치가 있다고 생각된다.

## 참고 자료
- 태고정 - 국가유산청 국가유산포털